# YZ Ceti
YZ Ceti je červený trpaslík v souhvězdí Velryby. Hvězda je vzdálená pouze 12 světelných let od Slunce, přesto není viditelná pouhým okem. Je eruptivní proměnnou hvězdou typu UV Ceti, která vykazuje periodické změny svítivosti. Hmotnost YZ Ceti je pouze 8,5 % hmotnosti Slunce, hvězda má 5 500krát menší svítivost než Slunce.
YZ Ceti je velice blízko Tau Ceti, žlutému trpaslíkovi spektrální třídy G8 Obě hvězdy dělí vzdálenost pouze 1,6 světelných let. To je pouze třetina vzdálenosti od nejbližší hvězdy Slunci, Proximě Centauri.
„YZ“ v pojmenovaní hvězdy znamená podle pravidel pojmenovávání proměnných hvězd, že YZ Ceti je 53. proměnná hvězda, která byla objevena v souhvězdí Velryby. Byly u ní objeveny tři planety; YZ Ceti b,YZ Ceti c a YZ Ceti d.